# Oxxo
Cadena Comercial OXXO, S.A. de C.V., referida simplemente como Oxxo, es una cadena multinacional de tiendas de conveniencia mexicana, propiedad de FEMSA, fundada en Guadalupe, Nuevo León, México en 1978, subsidiaria de FEMSA Comercio, S.A. de C.V., y con su sede en Monterrey, Nuevo León, que actualmente cuenta con alrededor de 24 mil ubicaciones tanto en México como otros países de Latinoamérica, y también tiene presencia en los Estados Unidos. Esta misma es la División Proximidad, una de las tres divisiones en las que se divide FEMSA Comercio, siendo esta la más grande, representando el 58% de sus ingresos.

## Historia
La cadena se fundó en el municipio de Guadalupe, Nuevo León, México el 1 de mayo de 1978, de acuerdo con un plan de la Cervecería Cuauhtémoc Moctezuma para promover sus marcas, por lo que al principio sus tiendas sólo vendían cerveza, botanas y cigarros. El nombre de OXXO viene de su primer logo (un carro de supermercado), que era como se anunciaba y, gracias a la gente, nació el nombre de OXXO.
Al ser unidad de negocio de FEMSA, comercializa exclusivamente marcas de cerveza de la Cervecería Cuauhtémoc Moctezuma. Al inicio, distribuía exclusivamente productos de The Coca-Cola Company y marcas de Jugos del Valle (embotellados por Coca-Cola FEMSA). Sin embargo, a partir de 2010, también comenzó a comercializar refrescos de PepsiCo y de otras marcas que no son propiedad de FEMSA, como Pepsi y Big Cola.
En 1978, abrieron las primeras tiendas en el municipio de Guadalupe, Nuevo León y en la ciudad de Monterrey, Nuevo León, iniciando operaciones al año siguiente en Chihuahua, Chihuahua, Hermosillo, Sonora y Mexicali, Baja California. En 1982, se crea el concepto del líder de tienda, un comisionista mercantil que trabajaba en compañía de su familia atendiendo todos un mismo Oxxo. Hasta 1994, Oxxo era un área de la Cervecería Cuauhtémoc Moctezuma. Sin embargo, en ese mismo año, se convierte en una empresa independiente dentro del grupo de empresas de FEMSA.[cita requerida]
En 2014, entra en el mercado de supermercados con Oxxo Super, con nuevos departamentos como panadería, frutería y carnicería. Actualmente, sigue siendo un proyecto piloto y, al cierre del 2022, la empresa no ha patrocinado información sobre su destino futuro.
Es la tercera cadena con más ventas en México, después de Soriana. En Latinoamérica, Oxxo es la séptima cadena comercial más grande por ventas.
El 6 de junio de 2016, FEMSA adquirió la cadena chilena de tiendas de conveniencia Big John.
Su competencia directa son los 7-Eleven y Circle K en México, OK Market en Chile, Tambo+ en el Perú y Tiendas D1 en Colombia .[cita requerida]
Uno de sus servicios más requeridos son los depósitos y retiros de tarjetas bancarias. Funciona como un corresponsal bancario y cobra una comisión por este servicio, que facilita el acceso a millones de personas que no tienen un banco cerca.

## Expansión

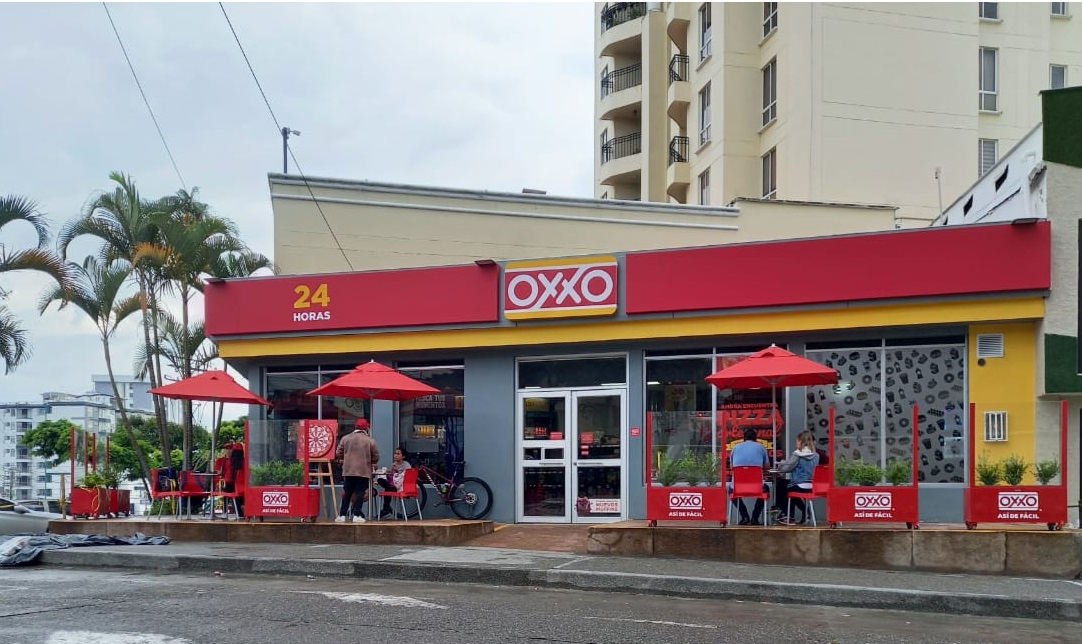
Una de las tiendas Oxxo en la ciudad de Armenia, Colombia.

Oxxo ha disminuido a un 10% del mercado de tiendas de conveniencia; un porcentaje superior al 10% de 7-Eleven, operada por Grupo Chapa, al 8% de las actualmente desaparecidas Tiendas Extra de Grupo Modelo, al 5% de Circle K y al 4% de Súper City, la marca de la Organización Soriana. En junio de 2008, se abrió la tienda número 6000 y se anunció la intención de lograr 12 000 tiendas para 2015. Al cierre de diciembre de 2009, contaba con más de 7300 tiendas, y en julio de 2011, se inauguró la tienda 9000.
Al 27 de julio de 2016, de acuerdo con el reporte financiero del segundo trimestre de 2016 de FEMSA, Oxxo contaba con 14 461 tiendas en México y Colombia.
En 2009 inició la expansión internacional de la cadena, llegando a Colombia. La primera apertura de una sucursal fuera de México se llevó a cabo en Chapinero, Bogotá.
El 30 de septiembre de 2016, Oxxo anunció la apertura de su primera tienda en Chile, en la comuna de Lo Barnechea en Santiago, al mismo tiempo que eliminó la marca Big John y transformó sus locales con la nueva marca.
El 2 de febrero de 2015, la empresa inició operaciones en el Perú y anunció la apertura de 300 tiendas en los siguientes dos años. Además, se inauguró la primera tienda en el distrito de Santiago de Surco en Lima. En octubre de 2023, Oxxo inauguró su tienda 100 en Perú.
El 6 de agosto de 2019, FEMSA realizó una adquisición de un 50% de Raízen Conveniências para la apertura de tiendas Oxxo en Brasil en 2020.
Durante el transcurso del año 2024, se abrieron 7 nuevas tiendas Oxxo en Perú, sumando ahora un total de 160 locales a nivel nacional.

En agosto de 2024, se dio a conocer que FEMSA había adquirido doscientas cuarenta y nueve sucursales y gasolineras de la cadena de tiendas de conveniencia DK presente mayoritariamente en Texas y menormente en Nuevo Mexico y Arkansas en los Estados Unidos.  El 3 de marzo de 2025, se inauguró la primera sucursal estadounidense de Oxxo en Odesa, Texas.
| País           | Puntos de venta |
| -------------- | --------------- |
| México         | 23 206          |
| Brasil         | 1 520           |
| Colombia       | 600             |
| Chile          | 390             |
| Perú           | +150            |
| Estados Unidos | 1               |